# オプションパック割引
オプションパック割引とは、NTTドコモのネットワークサービスである、留守番電話、転送電話、キャッチホン、メロディコールひとまとめにすることによって得られる、割引サービスである。

## 概要
通常留守番電話300円、転送電話無料、キャッチホン200円、メロディーコール100円合計で600円になるところを、オプションパック割引をつけることにより400円と200円割引になるというもの。

## 申し込む方法
ドコモショップ、ドコモインフォメーションセンター、My docomoのいずれかでの申込が必要となる。

## 対象者
またiモードの利用者が対象となる。